# SIE San Diego Studio
SIE San Diego Studio (intern afgekort SD Studio) is een computerspelontwikkelaar dat werd opgericht in 2001, en maakt deel uit van SIE Worldwide Studios. Zij zijn verantwoordelijk voor MLB The Show spellen. Ze zijn ook bekend van andere spellen, zoals de NBA-serie, The Mark of Kri, Pain, High Velocity Bowling, en Sports Champions.

## Ontwikkelde computerspellen
| Titel                            | Uitgebracht | Platform(s)                                        | Aantekeningen                                                  |
| -------------------------------- | ----------- | -------------------------------------------------- | -------------------------------------------------------------- |
| The Mark of Kri                  | 2002        | PlayStation 2                                      | Intern ontwikkeld                                              |
| NBA                              | 2005        | PlayStation Portable                               | Intern ontwikkeld                                              |
| NBA 06                           | 2005        | PlayStation 2, PlayStation Portable                | Intern ontwikkeld                                              |
| MLB 06: The Show                 | 2006        | PlayStation 2, PlayStation Portable                | Intern ontwikkeld                                              |
| NBA 07                           | 2006        | PlayStation 2, PlayStation Portable                | Intern ontwikkeld                                              |
| MLB 07: The Show                 | 2007        | PlayStation 2, PlayStation Portable                | Intern ontwikkeld                                              |
| NBA 08                           | 2007        | PlayStation 2, PlayStation 3, PlayStation Portable | Intern ontwikkeld                                              |
| Pain                             | 2007        | PlayStation 3                                      | Ontwikkeld met Idol Minds                                      |
| High Velocity Bowling            | 2007        | PlayStation 3                                      | Intern ontwikkeld                                              |
| MLB 08: The Show                 | 2008        | PlayStation 2, PlayStation 3, PlayStation Portable | Intern ontwikkeld                                              |
| NBA 09: The Inside               | 2008        | PlayStation 2, PlayStation 3, PlayStation Portable | Intern ontwikkeld                                              |
| MLB 09: The Show                 | 2009        | PlayStation 2, PlayStation 3, PlayStation Portable | Intern ontwikkeld                                              |
| NBA 10: The Inside               | 2009        | PlayStation Portable                               | Intern ontwikkeld                                              |
| Pinball Heroes                   | 2009        | PlayStation Portable                               | Intern ontwikkeld                                              |
| MLB 10: The Show                 | 2010        | PlayStation 2, PlayStation 3, PlayStation Portable | Intern ontwikkeld                                              |
| ModNation Racers                 | 2010        | PlayStation Portable                               | Ontwikkeld met United Front Games                              |
| Sports Champions                 | 2010        | PlayStation 3                                      | Ontwikkeld met Zindagi Games                                   |
| MLB 11: The Show                 | 2011        | PlayStation 2, PlayStation 3, PlayStation Portable | Intern ontwikkeld                                              |
| Medieval Moves: Deadmund's Quest | 2011        | PlayStation 3                                      | Ontwikkeld met Zindagi Games                                   |
| ModNation Racers: Road Trip      | 2012        | PlayStation Vita                                   | Intern ontwikkeld                                              |
| MLB 12: The Show                 | 2012        | PlayStation Vita, PlayStation 3                    | Intern ontwikkeld                                              |
| Sports Champions 2               | 2012        | PlayStation 3                                      | Ontwikkeld met Zindagi Games                                   |
| LittleBigPlanet Karting          | 2012        | Playstation 3                                      | Ontwikkeld met United Front Games en Media Molecule            |
| MLB 13: The Show                 | 2013        | PlayStation Vita, PlayStation 3                    | Intern ontwikkeld                                              |
| MLB 14: The Show                 | 2014        | PlayStation Vita, PlayStation 3, PlayStation 4     | Intern ontwikkeld                                              |
| MLB 15: The Show                 | 2015        | PlayStation Vita, PlayStation 3, PlayStation 4     | Intern ontwikkeld                                              |
| Guns Up!                         | 2015        | PlayStation 4                                      | Ontwikkeld met Valkyrie Entertainment                          |
| MLB 16: The Show                 | 2016        | PlayStation 3, PlayStation 4                       | Intern ontwikkeld                                              |
| Kill Strain                      | 2016        | PlayStation 4                                      | Intern ontwikkeld                                              |
| Drawn to Death                   | 2016        | PlayStation 4                                      | Ontwikkeld met The Bartlet Jones Supernatural Detective Agency |